# Blue Exorcist: Kyoto Saga
Blue Exorcist: Kyoto Saga — другий сезон аніме-серіалу Blue Exorcist, спродюсований студією A-1 Pictures. Він виходив з 7 січня по 24 березня 2017 на телеканалі on MBS у блоці Animeism.
Опенінґом стала пісня «Itteki no Eikyō» (яп. 一滴の影響, досл. «Drop's Influence») гурту Uverworld, а ендінґом — «Kono-te de» (яп. コノ手デ, досл. «With This Hand») Акацукі Ріна.

## Серії
| № серії (загалом) | № серії (в сезоні) | Назва серії                                                               | Оригінальна дата показу |
| ----------------- | ------------------ | ------------------------------------------------------------------------- | ----------------------- |
| 26                | 1                  | «Kōshi Ranshō» (嚆矢濫觴)                                                 | 7 січня 2017            |
| 27                | 2                  | «Strange Bedfellows» Транслітерація: «Goetsu Doushū» (яп. 呉越同舟)       | 14 січня 2017           |
| 28                | 3                  | «Suspicion Will Raise Bogies» Транслітерація: «Gishinanki» (яп. 疑心暗鬼) | 21 січня 2017           |
| 29                | 4                  | «Act of Treachery» Транслітерація: «Haishin Kigi» (яп. 背信棄義)          | 28 січня 2017           |
| 30                | 5                  | «Mysterious Connections» Транслітерація: «Aienkien» (яп. 合縁奇縁)        | 4 лютого 2017           |
| 31                | 6                  | «A Wolf in Sheep's Clothing» Транслітерація: «Menrihōshin» (яп. 綿裏包針) | 11 лютого 2017          |
| 32                | 7                  | «Like a Fire Burning Bright» Транслітерація: «Kienbanjō» (яп. 気炎万丈)   | 18 лютого 2017          |
| 33                | 8                  | «From Father to Son» Транслітерація: «Fushi Sōden» (яп. 父子相伝)         | 25 лютого 2017          |
| 34                | 9                  | «Through Thick and Thin» Транслітерація: «Setchūshōhaku» (яп. 雪中松柏)   | 4 березня 2017          |
| 35                | 10                 | «Unbowed and Unbroken» Транслітерація: «Futōfukutsu» (яп. 不撓不屈)       | 11 березня 2017         |
| 36                | 11                 | «Shine Bright as the Sun» Транслітерація: «Kōkisanzen» (яп. 光輝燦然)     | 18 березня 2017         |
| 37                | 12                 | «Candid and Open» Транслітерація: «Kyoshintankai» (яп. 虚心坦懐)          | 25 березня 2017         |
| OVA2              | OVA1               | «Snake and Poison» Транслітерація: «Hebi to Doku» (яп. 蛇と毒)            | 4 квітня 2017 (DVD)     |
| OVA3              | OVA2               | «Spy Game» Транслітерація: «Supai Gēmu» (яп. スパイ・ゲーム)              | 4 жовтня 2017 (DVD)     |

## Нотатки
1. ↑  Англійські назви епізодів взяті з Crunchyroll.